# Metalectra paralappa
Metalectra paralappa là một loài bướm đêm trong họ Erebidae.